# 甲賀啓一
甲賀啓一（こうが けいいち）は日本の実業家、金融経済学者、日本文学研究者。

## 来歴・人物
愛知県の名古屋市出身。愛知県立明和高等学校を経て、名古屋大学経済学部を卒業、スタンフォード大学の経営大学院を卒業。大学を卒業し野村證券株式会社に入社。主に証券分析部門、外国部門、法人部門、営業部門、 投資信託部門を歩む。
1964年にスタンフォード大学に入学、スタンフォード大学経営大学院卒業後に野村総合研究所証券調査部に配属、証券アナリストとして勤務。その後、野村證券のアムステルダム支店、ロンドン支店、台北 マレーシア タイ などの法人創設などを経て、創業メンバーとして2002年に投資ファンドのテクノ･ヴィアイ･ピー設立し専務取締役、代表取締役を経て、複数の投資ファンドの代表と顧問、創業支援推進機構(理事長 紺野大介博士)顧問、2003年に医療福祉産業のリンクスグループ（代表 玉川京宰博士）会長、2008年にBJ HOLDINGS株式会社の会長に就任、S&T Motiv 顧問。
このほかに、アメリカンファミリー生命保険会社 大竹美喜前会長の会長室顧問、防衛産業のDAEWOO精密 顧問、防衛電装産業のS&T DAEWOO 顧問、学校法人新潟総合学院（NSGグループ）（新潟医療福祉大学、事業創造大学院大学）顧問、ロンドン財界学界関連の東京倶楽部シティを語る会（City会）の事務局長などを歴任。

## 論文等
‘The Performance of University Venture Capitals in Japan and Korea’ The Journal of Business Venturing and Entrepreneurship, Institute of International Commerce Strategy, 2006.08；21-29
「スタートアップ企業の技術評価」『技術投資セミナー論集』（ベンチャー企業研究会, 2007年）
『日本と韓国の産学官連携の実態に関する調査報告書』(アジア経済文化研究所, 2008年)
「起業と企業、営業とその魂」『次世代リーダーの育成』第12期スクール教材（社団法人国際通商戦略研究院, 2010年）